# 桜井亜矢
桜井 亜矢（さくらい あや、1983年1月17日 - ）は、日本の女性元総合格闘家、元プロレスラー。身長171cm、体重57kg。東京都北区出身。

## 来歴
2000年12月17日、後楽園ホールで行われた「スマックガール」（この大会名で行われた最初の興行）でアマチュアルールの試合を行い、禅道会の佐々木亮子を判定で下す（当時の所属はSSSアカデミー）。
2001年初頭に女子プロレス団体「GAEA JAPAN」に入門し、「クラッシュ・ジュニア」1期生として猛練習を積み、同年12月15日の川崎市体育館大会のセミファイナルで永島千佳世相手にデビュー戦を行った。しかし2002年4月に同団体を退団。結局「クラッシュ・ジュニア」の企画は彼女1人だけで終わった。
総合格闘技に復帰した彼女は、米里倶人満（べりーぐっどまん）所属として、2002年6月26日のAX・後楽園ホール大会に参戦、初来日のエリカ・モントーヤと対戦するも一本負け。その次の7月26日の後楽園ホール大会では照井和瑛を相手に一本勝ちを収めたが、その大会を最後にAXは消滅。
その後、同じ米里倶人満の星野育蒔と愛弓と共に「DB55」を結成、9月29日には全日本アマチュア修斗選手権に出場（松本裕美に判定負け）したが、星野育蒔が2003年2月のプロ修斗を最後に引退するのとほぼ同時にフェードアウト。
2007年6月にプロレスラーとして復帰したが、同年12月23日に結婚のため引退した。

## 戦績

### プロ総合格闘技
| 総合格闘技 戦績 | 総合格闘技 戦績 | 総合格闘技 戦績 | 総合格闘技 戦績 | 総合格闘技 戦績 | 総合格闘技 戦績 | 総合格闘技 戦績 |
| --------------- | --------------- | --------------- | --------------- | --------------- | --------------- | --------------- |
| 2 試合          | (T)KO           | 一本            | 判定            | その他          | 引き分け        | 無効試合        |
| 1 勝            | 0               | 1               | 0               | 0               | 0               | 0               |
| 1 敗            | 0               | 1               | 0               | 0               | 0               | 0               |

| 勝敗 | 対戦相手           | 試合結果                   | 大会名   | 開催年月日    |
| ○    | 照井和瑛           | 2R 2:07 チョークスリーパー | AX Vol.5 | 2002年7月26日 |
| ×    | エリカ・モントーヤ | 2R 2:55 腕ひしぎ十字固め   | AX Vol.4 | 2002年6月26日 |

### アマチュア総合格闘技
| 勝敗 | 対戦相手   | 試合結果           | 大会名                                             | 開催年月日     |
| ○    | 佐々木亮子 | 3分2R終了 判定13-3 | Smack Girl 〜Episode 0〜 【ReMixアマチュアルール】 | 2000年12月17日 |